# Château de Grignon (Orly)
Ne doit pas être confondu avec Château de Grignan ou Château de Grignon.
Le château de Grignon est une ancienne demeure de notable située à Orly et construite durant la seconde moitié du XVIIe siècle. L'habillage extérieur a été complètement refait au XIXe siècle, le pigeonnier et la tour ont été également construits à cette époque. Le bâtiment principal a ensuite été agrandi au XXe siècle.
Il a d'abord été connu sous le nom de château Auge. Il est installé au cœur d'un jardin paysager et est depuis 1986 la propriété des Orphelins apprentis d'Auteuil qui l'utilisent comme pensionnat et l'ont renommé Maison Jean-XXIII.
Le château et son parc sont inscrits à l'inventaire national du patrimoine.
En 1943, 38 juifs ont été regroupés au château de Grignon avant d'être déportés vers Auschwitz. Depuis 2015, une plaque commémorative leur rend hommage.